# Fujitsu
Fujitsu (富士通株式会社?, Fujitsū Kabushiki-gaisha), azienda giapponese con sede a Tokyo e Kawasaki, è uno dei maggiori fornitori mondiali di prodotti e servizi per l'information technology, dai personal computer, midrange, grandi server e sistemi di storage, fino ai software. Sviluppa e produce anche semiconduttori e altri apparati elettronici quali monitor al plasma, LCD, proiettori, condizionatori d'aria, sia residenziali che industriali.
Dal 2006 nei suoi laptop utilizza anche dischi rigidi a stato solido. Nel febbraio del 2009 la società ha venduto la divisione Hard disk a Toshiba per un miliardo di dollari e nello stesso anno ha acquisito la quota di Siemens della controllata Fujitsu Siemens Computers che è stata rinominata Fujitsu Technology Solutions.

## Gruppo Fujitsu in Europa
In Europa, Fujitsu controlla le seguenti società:
- Fujitsu Services
- Fujitsu Technology Solutions
- Fujitsu Telecommunications Europe
- Fujitsu Software
- Fujitsu Systems Europe
- Fujitsu Europe
- Fujitsu Microelectronics Europe (FME)
- PFU Imaging Solutions

È membro dell'Istituto europeo per le norme di telecomunicazione (ETSI).

## Storia
- 1935: fondata come Fuji Tsushinki Seizo
- 1945: Fabbricazione di telefoni
- 1952: Fabbricazione di computer
- 1952: ripresa della cooperazione con Siemens (dopo la guerra)
- 1960: Fabbricazione di Transistor
- 1966: Fabbricazione di circuiti integrati
- 1967: rinominato Fujitsu
- 1999: collaborazione con Siemens nel settore delle tecnologie dell'informazione e della comunicazione (server, computer portatili, desktop, ecc): Fujitsu Siemens Computers (FSC)
- 2009: la società ha venduto la divisione Hard disk a Toshiba, e acquisito la quota di Siemens della controllata Fujitsu Siemens Computers
- 2023: l'azienda commercializzerà nel mercato B2B il primo computer quantistico a 64 qubits.[4]